# Lükurgosz-festő
A Lükurgosz-festő az i. e. 4. század  középső harmadában Dél-Itáliában, Apuliában alkotó görög vázafestő volt. Pontos születési és halálozási dátuma nem ismert és mivel nem szignálta alkotásait, neve sem maradt ránk. Névadó vázája Lükurgosz őrületét ábrázolja egy a British Museumban őrzött kratéren. 
Az apuliai műhelyek szinte teljes működésük során kétféle díszítési módot alkalmaztak, az "egyszerű" és "díszített" stílust.  A díszített stílusú fazekasáruban az edények legtöbbször nagyobb méretűek a rajtuk lévő képek sokkal díszesebbek mint a másik csoport edényein.
A Lükorgosz-festő és munkatársai a díszített stílus második szakaszának legfontosabb alkotói voltak. Kompozícióik egyre nagyobbak lettek, egyre több alakból álltak. A korábbinál valósághűbben próbálták a perspektívát ábrázolni, egymást félig takaró figurákkal igyekeztek a mélység illúzióját kelteni. A Lükorgosz-festő iskolája az Iliuperszisz-festő példáját követve az edények előoldalára mitológiai és drámai jeleneteket festett, míg a hátoldalukon Dionüszosz vagy temetési kép látható.
A konkrétan a mesterhez köthető vázákon az arcok egyre többször háromnegyedes rövidülésben jelennek meg, fájdalmas, elgyötört arckifejezéssel. A fej kissé oldalra dől, a test póza mesterkélt főleg az oszlophoz támaszkodó vagy a vállukról lecsúszó ruhával ábrázolt alakjain. A drapériák gazdagon díszítettek, gyakran egy sávval a ruha közepén. 
Számos voluta-kratér fogója korábbi formákat követ, a nyakukon lévő dekoráció is a korábbi állatfríz az azóta divatba jött női fej helyett, ami későbbi munkáin egyre gyakoribbá válik. Mitológiai témái változatosak és szívesen festett esküvői valamint erotikus jeleneteket is. Másik kedvelt témája nőalakok ábrázolása egy kút mellett, ez a képtípus számos későbbi hüdria előképévé vált.